# Алеман, Матео
Это статья об испанском писателе. О никарагуанском политике см. статью Алеман Лакайо, Хосе Арнольдо
Мате́о Алема́н (Mateo Alemán; 1547—1610/15 ?) — испанский писатель, автор «Гусмана де Альфараче» (1599—1605) — одного из самых знаменитых плутовских романов.

## Биография
Родился в Севилье. Там же и окончил обучение в 1564 году. Затем продолжил обучение в университетах Саламанки и Алькалы. С 1571 по 1588 год занимал пост в казначействе. В 1571 году женился на Каталине де Эспинос. В 1594 году был заключён в тюрьму по обвинению в злоупотреблении служебным положением, но был скоро выпущен на свободу. Алеман всегда испытывал денежные трудности: в конце 1602 году сидел в долговой тюрьме в Севилье.
Кроме поэтического описания жизни святого Антония Падуанского и «Ortografía Castellana», сочинённой им во время одного из своих плаваний в Мексику, он прославился главным образом сатирическим романом «Гусман де Альфараче» (первая часть 1599 г.). Этот роман, вышедший сначала под названием «Светоч человеческой жизни», имел такой успех, что первая часть его немедленно была перепечатана в трёх разных местах, а в следующие шесть лет выдержала 26 изданий в количестве 50 000 экземпляров и переведена на французский и итальянский языки. Вторая часть вышла 1605 году. Роман Алемана принадлежит к наиболее прославленным испанским книгам золотого века, он породил множество подражаний и способствовал утверждению моды на воспроизведение литературой неприкрашенной действительности.
В 1608 году Алеман уехал в Америку и занялся книгопечатанием в Мехико, где и прожил до конца жизни. После 1609 года Алеман ничего не написал, но в некоторых источниках утверждается, что в 1617 году он был ещё жив.

## Переводы
Перевод романа «Гусман де Альфараче» на немецкий язык Эгидиусом Альбертинусом («Der Landstörzer Gusman von Alfarache oder Picaro», Мюнхен, 1615) положил начало плутовскому роману в немецкой литературе и оказал влияние на многих барочных поэтов Германии.
Русский перевод был выполнен Евгенией Лысенко (1-я часть), Н. Поляк (2-я часть) и Юрием Корнеевым (стихотворные вставки):
- Алеман М. Гусман де Альфараче. Роман в двух частях. Часть первая / Пер. Е. Лысенко, Ю. Корнеева. — М.: ГИХЛ, 1963. — 480 с. — 75 000 экз.
- Алеман М. Жизнеописание Гусмана де Альфараче, наблюдателя жизни человеческой. Часть вторая, написанная Матео Алеманом, истинным её автором / Пер. Н. Поляк, Ю. Корнеева. — М.: ГИХЛ, 1963. — 568 с. — 75 000 экз.